# St Michael’s Church (Ardkenneth)

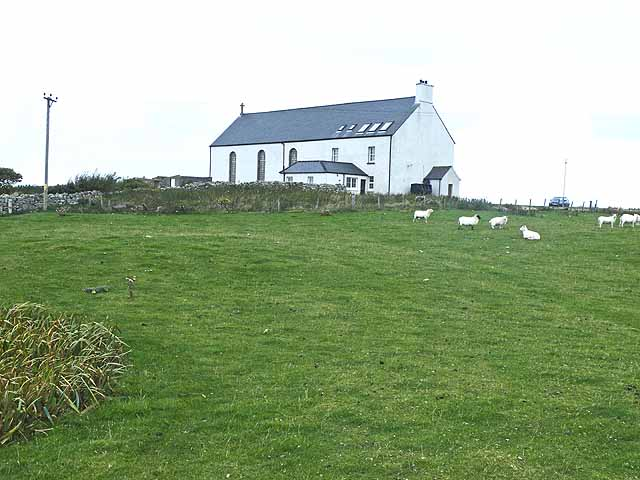
St Michael’s Church

Die St Michael’s Church ist ein römisch-katholisches Kirchengebäude auf der schottischen Hebrideninsel South Uist. 1971 wurde das Gebäude in die schottischen Denkmallisten in der Kategorie B aufgenommen.

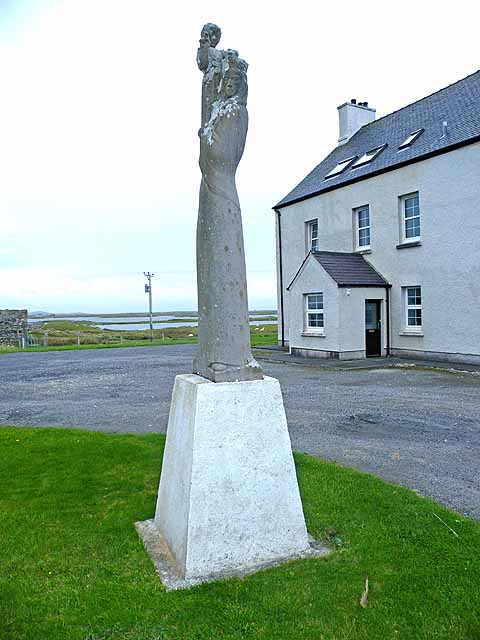
Verkleinerte Ausführung der Our Lady of the Isles an der St Michael’s Church

## Geschichte
Die St Michael’s Church wurde zwischen 1826 und 1829 errichtet. 1878 wurde an der Ostseite ein Pfarrhaus ergänzt. In den 1930er Jahren, als die alte Kathedrale von Oban abgetragen und durch die heutige St Columba’s Cathedral ersetzt wurde, wurden von dort ein Altarretabel und eine Kanzel in die St Michael’s Church transferiert. John MacLean, der später die Pfarrstelle innehatte, stieß 1953 die Errichtung der Skulptur Our Lady of the Isles an. Vor der Kirche steht eine verkleinerte Ausführung der Skulptur.

## Beschreibung
Das Kirchengebäude steht in der kleinen Streusiedlung Ardkenneth nahe dem Nordufer von Loch Bi. Die bewusst nüchterne Architektur der St Michael’s Church spiegelt ihre isolierte Lage in der flachen Machair im Norden South Uists wider. Der Bau dominiert das Panorama. Das längliche Gebäude umfasst den drei Achsen weiten, länglichen Baukörper der Saalkirche und das ebenfalls drei Achsen weite, zweigeschossige Pfarrhaus. Seine Fassaden sind mit Harl verputzt. Das Portal befindet sich an einem flachen Vorbau am Westgiebel. Auf dem Giebel ist ein schlichtes Kreuz installiert. In den Kirchenkörper sind hohe Rundbogenfenster eingelassen. Aus der Fassade des Pfarrhauses tritt an der Nordseite ein flacher Vorbau heraus. Der Anbau an der Südseite ist neueren Datums. Ein schiefergedecktes Satteldach überdeckt beide Gebäudeteile.